# 友愛商圈
友愛商圈（亦稱友愛街商圈、國華友愛新商圈、台南友愛街商圈）是位於臺南市中西區的大型商圈，範圍以友愛街為核心，向外包含國華街、正興街及西門淺草。1980年代，國華、友愛商圈曾是臺南著名的「舶來品街」，隨後相電影院、百貨商場也相繼落成與此，近年來逐漸成為南部高中生聚集處，帶動形成典型的大型學生商圈。

## 簡介
友愛商圈是以西門淺草旁的友愛街為主體，區域內還有康橋外語中心（府前分校）與協進國小，南面小西門、新光三越，東臨以臺南市美術館、忠義國小、林百貨、國立臺灣文學館、孔廟、建興國中形成的大型文教區域，北連以永樂街形成的美食商圈。
近年來許多百貨公司及商店不斷進駐，帶來了更多的人潮與巨大的商機，亦使得此區的西門路成為臺南市交通流量與公車路線最大最多的道路之一。

## 外部連結
1. ↑  . 自由電子報.   [2019-03-26]. （原始内容存档于2019-03-26） （中文（臺灣））.